# José Joaquín Pérez
José Joaquín Pérez Mascayano (Santiago, Chile, 6 de Maio de 1801 — Santiago, Chile, 1 de Julho de 1889) foi um político chileno e presidente desse país entre 1861 e 1871. Sendo o quarto e o último presidente a ser reeleito sob a Constituição de 1833 quando houve uma reforma constitucional em 1874 proibindo a reeleição de futuros titulares.